# Bauhinia herrerae
Bauhinia herrerae là một loài thực vật có hoa trong họ Đậu. Loài này được (Britton & Rose) Standl. & Stey miêu tả khoa học đầu tiên.